# Koos Wiltenburg
Koos Wiltenburg (1954) is een Nederlandse jazz-basgitarist (contrabas en elektrische bas) en platenproducer.
Wiltenburg speelde begin jaren zeventig bas in een blues- en rockband. Hij studeerde klassieke bas en jazz aan het conservatorium in Rotterdam en toen hij 21 was won hij het Laren Jazzfestival. Wiltenburg was actief als freelancer (op radio en tv en in het theater), tevens speelde hij in allerlei groepen, waaronder het trio van Harry Happel. Van een trio met  pianist Johan Clement verschenen enkele cd's. In 2006 verscheen Wiltenburg's eerste album als leider, in 2008 gevolgd door een tweede plaat (met onder meer gitarist Eef Albers). Wiltenburg is verder te horen op albums van Jacqueline Renard, Eddy Doorenbos, The Hague Jazz Quartet en Louis de Vries. Verschillende van deze platen, uitgekomen op het platenlabel Fullhouse, werden door Wiltenburg geproduceerd.
Sinds 1987 is Wiltenburg ook actief als docent: hij geeft les aan het conservatorium in Groningen en aan de Academie voor Popcultuur in Leeuwarden.

## Discografie
als leider:
- Worth a Journey, Fullhouse
- What a Wonderful Day for the Blues, Fullhouse
- Hands on, Fullhouse

## Referentie
- Biografie op website Fullhouse